# Arnie Ferrin
Chariton Arnold Ferrin Jr. (Salt Lake City, 29 de julho de 1925 – 27 de dezembro de 2022) foi um basquetebolista norte-americano. Conquistou os títulos da BAA de 1948-49 e da NBA de 1949-50, jogando pelo Minneapolis Lakers. Foi executivo do Utah Stars entre 1 de janeiro de 1973 e 31 de dezembro de 1973.